# Laurent Charvet
Laurent Charvet (Béziers, 8 maggio 1973) è un ex calciatore francese.

## Palmarès

### Club

#### Competizioni nazionali
- Coppa di Lega inglese: 1

Chelsea: 1997-1998
- First Division: 1

Manchester City: 2001-2002

#### Competizioni internazionali
- Coppa delle Coppe: 1

Chelsea: 1997-1998